# Синхронне плавання

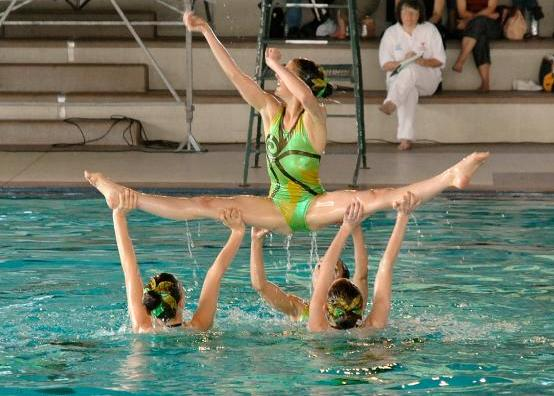
Група в артистичному плаванні (підтримка)

Синхронне плавання (також з 2017 року вживається назва «артистичне плавання») — водний вид спорту, пов'язаний із виконанням у воді різноманітних фігур під музику. Синхронне плавання — один з найбільш витончених та елегантних видів спорту. Для того, щоб займатися цим видом спорту, потрібно володіти не тільки витривалістю, але й гнучкістю і винятковим контролем дихання. Це технічно найскладніший вид плавання.

## Історія

Піктограма, що позначає артистичне плавання

Спочатку відоме як водний балет, артистичне плавання з'явилось у Канаді у 1920-ті роки. У наступному десятилітті воно поширилося й у США. Показові виступи в артистичному плаванні з'явились на Олімпійських іграх ще у 1948 році та залишалися на них в цій якості цілих двадцять років. Лише у 1984 році на іграх у Лос-Анджелесі вони отримали статус повноправного олімпійського виду спорту: тоді були представлені соло й парні змагання.

## Спортивна програма
Змагання складаються із технічної (обов'язкової) та довільної програм. У першому випадку спортсмени виконують певні елементи у встановленому порядку. У довільній програмі ніяких обмежень вибору музичної чи хореографічної композиції немає. Суддівські оцінки у синхронному плаванні схожі на оцінки у фігурному катанні (старе суддівство). Журі, що оцінює дії спортсменок, складаються з двох груп по п'ять осіб у кожній: одна група оцінює техніку виконання програми, а друга — артистичність. Максимальна оцінка, яку може виставити кожній із членів журі, дорівнює десяти балам.

## Синхронне плавання на Олімпійських іграх
Артистичне плавання є олімпійським видом спорту. До Олімпійських ігор у Барселоні 1992 року, програма змагань з артистичного плавання складалася з соло і парного розряду. А на Іграх в Атланті 1996 року програма олімпійських змагань з синхронного плавання зазнала змін: з неї були виключено змагання соло і парному розрядах і включено групові вправи. Таким чином, у цьому виді спорту на Іграх Олімпіади в Атланті боротьба велася тільки за один комплект нагород. У склад кожної команди, що бере участь у цих змаганнях, входило по п'ять спортсменок. Золоті медалі завоювала збірна США, срібні — канадки, бронзові — команда Японії. Починаючи з Олімпійських ігор 2000 року розігруються два комплекти нагород — серед дуетів та у командних змаганнях.